# Vignes (Yonne)
Vignes foi uma comuna francesa na região administrativa de Borgonha-Franco-Condado, no departamento de Yonne. Estendia-se por uma área de 11,77 km². Em 2010 a comuna tinha 96 habitantes (densidade: 8,2 hab./km²).
Em 1 de janeiro de 2019, passou a formar parte da nova comuna de Guillon-Terre-Plaine.